# Houdrigny
Houdrigny is een plaats in de Belgische Provincie Luxemburg in de gemeente Meix-devant-Virton aan het begin van de N88 naar Florenville.
Deelgemeenten: Gérouville · Meix-devant-Virton · Robelmont · Sommethonne · Villers-la-Loue

Overige dorpen: Belle Vue · Berchiwé · Houdrigny · Limes

Belgische gemeenten · Arrondissement Virton · Luxemburg · Wallonië